# Miguel Fuertes Suárez
Miguel Fuertes Suárez (Oviedo, Asturias, 2 de noviembre de 1951) es un diplomático español. Fue embajador de España en Grecia (2008-2012) y embajador de España en Serbia (2015-2019).

## Biografía
Hijo de la alcaldesa de Oviedo Eloína Suárez Suárez y de Alfonso Fuertes, catedrático de Filosofía y Derecho Natural, en la Universidad de Oviedo.Tras licenciarse en Derecho, ingresó en 1978 en la carrera diplomática. 
Ha estado destinado en las representaciones diplomáticas españolas en Bolivia, Marruecos y ante las Comunidades Europeas Ha sido secretario de Relaciones Institucionales del Gabinete Técnico de la Presidencia del Principado de Asturias, asesor ejecutivo del Gabinete del ministro de Asuntos Exteriores y subdirector general de Asuntos Generales en la Dirección General de Asuntos Generales y Técnicos de la Unión Europea. Fue director general de Coordinación del Mercado Interior y otras Políticas Comunitarias (2003-2008); y embajador de España en Grecia (2008-2012) y embajador de España en Serbia (2015-2019).